# Церковь Святого Давида (Тбилиси)
Церковь Святого Давида (груз. მთაწმინდის მამადავითის სახელობის ეკლესია) — храм Грузинской православной церкви в Тбилиси, на горе Мтацминда. 

## История

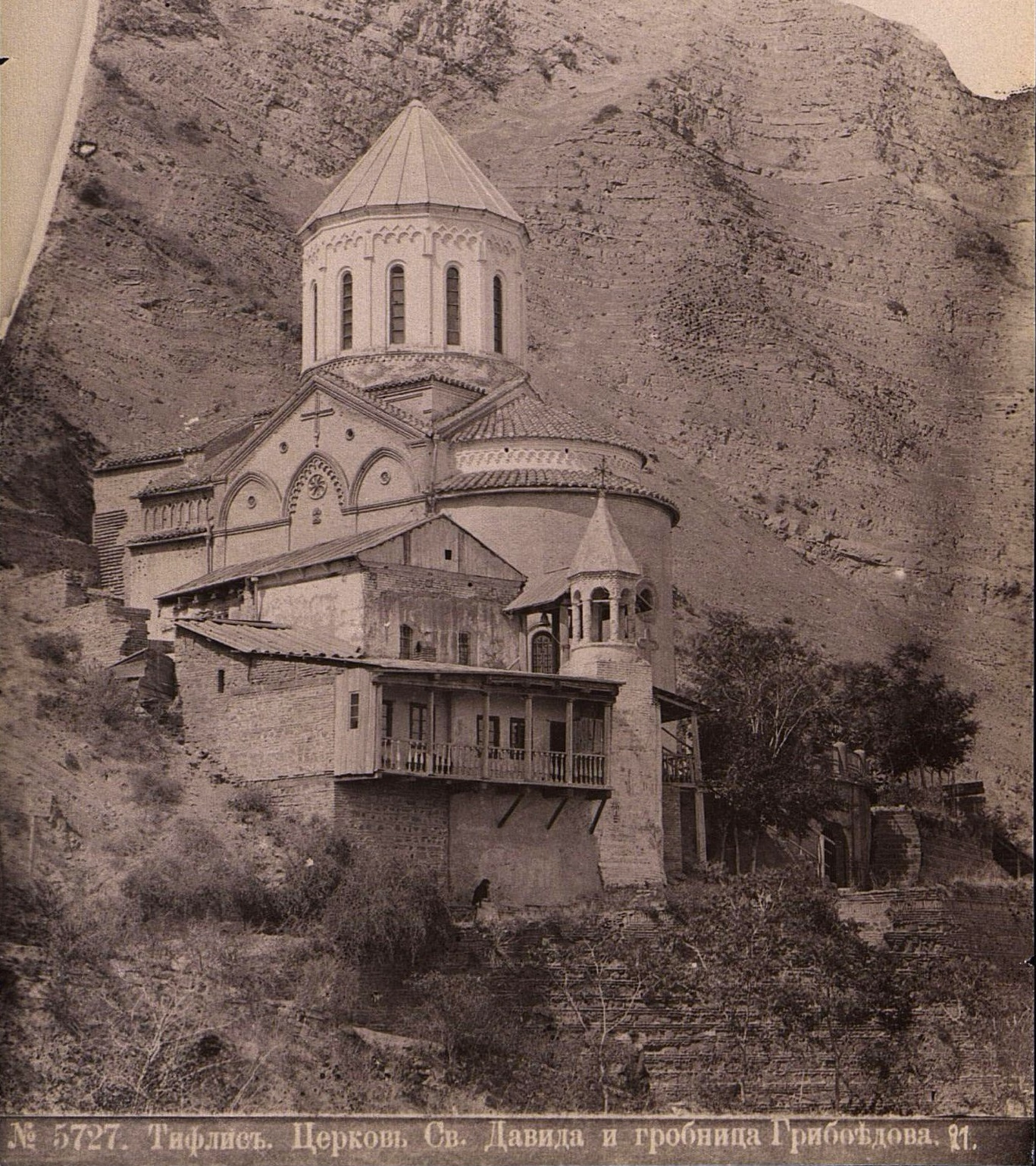
Церковь Святого Давида и гробница А. С. Грибоедова и его жены. Фото конца XIX века.

Церковь на этом месте существовала ещё до XIX века. В 1809 году по благословению католикоса Антона II старая церковь, построенная Габашвили, была снесена и на её основаниях построена новая.
Современная церковь строилась с 1859 по 1871 год и освящена в честь святого Давида Гареджийского (по преданию, подвижник поселился здесь в VI веке). В память об этом ежегодно отмечается церковный праздник мамадавитоба.
Высота храма 25,7 м, длина — 17,2, ширина — 10,7 м. Внутри легко могут разместиться до 400 человек, включая хор.
В 1891 году при храме была открыта церковно-приходская школа.
Источник воды, бьющий из горы у церкви, считается целебным, помогающим от бесплодия. Северная стена храма усеяна мелкими камушками, прилепленными молящимися на исполнение желания.
Существующий у церкви некрополь с 1929 года (официальное открытие) объявлен пантеоном «Мтацминда», здесь захоронены выдающиеся люди Грузии — известные писатели, артисты, учёные и национальные герои.